# Alcides
Alcides es un nombre de pila masculino de origen griego en su variante en español. Deriva del nombre griego Ἀλκείδης (Alkeídes), que a su vez desciende del nombre Ἀλκαῖος Alkaios (Alceo), derivado de ἀλκή alké, ‘valor, disciplina, sinceridad, amor, fuerza’. Alcides es su forma adaptada al latín. Según algunas versiones, era el nombre de nacimiento de Heracles.

## Variantes
- Femenino: Alcida.

### Variantes en otros idiomas
| Variantes en otras lenguas | Variantes en otras lenguas |
| -------------------------- | -------------------------- |
| Español                    | Alcides                    |
| Alemán                     | Alkides                    |
| Catalán                    | Alcides                    |
| Danés                      | Alkides                    |
| Finlandés                  | Alkides                    |
| Francés                    | Alcide                     |
| Gallego                    | Alcides                    |
| Griego moderno             | Αλκείδης (Alkeides)        |
| Inglés                     | Alcides                    |
| Italiano                   | Alcide                     |
| Latín                      | Alcides                    |
| Neerlandés                 | Alkides                    |
| Noruego                    | Alkides                    |
| Portugués                  | Alcides                    |
| Rumano                     | Alcide                     |
| Sueco                      | Alkides                    |